# Xã Deer Creek, Quận Webster, Iowa
Xã Deer Creek (tiếng Anh: Deer Creek Township) là một xã thuộc quận Webster, tiểu bang Iowa, Hoa Kỳ. Năm 2010, dân số của xã này là 429 người.